# Próchnowo (Grande-Pologne)
Próchnowo (prononciation : [pruxˈnɔvɔ]) est un  village polonais de la gmina de Margonin dans le powiat de Chodzież de la voïvodie de Grande-Pologne dans le centre-ouest de la Pologne.
Il se situe à environ 5 kilomètres au sud-est de Margonin (siège de la gmina), 17 kilomètres à l'est de Chodzież (siège du powiat), et à 61 kilomètres au nord de Poznań (capitale de la Grande-Pologne).

## Histoire
De 1975 à 1998, le village faisait partie du territoire de la voïvodie de Piła.

Depuis 1999, Próchnowo est situé dans la voïvodie de Grande-Pologne.